# Staurastrum retangulare
Staurastrum retangulare là một loài Song tinh tảo trong họ Desmidiaceae, thuộc chi Staurastrum.